# Tatsuru Saitō
Tatsuru Saitō (斉藤立?, Saitō Tatsuru; Osaka, 8 marzo 2002) è un judoka giapponese.
È arrivato secondo nel campionato mondiale dei pesi massimi 2022 e 2023.

## Carriera sportiva
Tatsuru Saitō combatte nella categoria dei pesi massimi, che include i judoka dal peso superiore ai 100 chilogrammi. Nel 2018 ha preso parte ai Campionati mondiali Junior a Nassau, ma ha perso al secondo turno contro Gela Zaalishvili, proveniente dalla Georgia e vincitore finale del torneo. Nel novembre 2021 ha vinto il suo primo grande torneo internazionale a Baku, battendo in finale il tagico Temur Rahimov.
Nel 2022 ha vinto il titolo giapponese nella categoria open e il torneo Masters di Gerusalemme. Ai Campionati mondiali dello stesso anno Saitō ha sconfitto l'ucraino Jakiv Chammo nei quarti di finale e Temur Rahimov in semifinale. In finale ha perso contro il cubano Andy Granda, mentre ha fatto parte della selezione giapponese vincitrice dell'oro nel torneo a squadre miste.
Nel 2023 ha contribuito alla medaglia d'oro del Giappone nella competizione a squadre miste dei Campionati mondiali di Doha. Nello stesso anno ha vinto la medaglia di bronzo nel torneo Masters di Budapest contro il sudcoreano Jaegu Youn.
Nel 2024 ha vinto il torneo Grand Slam di Astana. Ai Giochi Olimpici dello stesso anno Saitō si è classificato quinto nella categoria dei pesi massimi. Nella competizione a squadre miste ha perso due volte contro Teddy Riner nella finale contro la Francia, classificandosi al secondo posto insieme al resto della nazionale giapponese.

### Vittorie nel circuito IJF
| Data             | Località    | Paese       | Categoria  |
| ---------------- | ----------- | ----------- | ---------- |
| 5 novembre 2021  | Baku        | Azerbaigian | Grand Slam |
| 20 dicembre 2022 | Gerusalemme | Israele     | Masters    |
| 10 maggio 2024   | Astana      | Kazakistan  | Grand Slam |

## Vita privata
Tatsuru Saitō è il figlio del judoka Hitoshi Saitō, due volte medaglia d'oro dei pesi massimi alle Olimpiadi di Los Angeles e Seoul.